# 小湊鉄道長南営業所

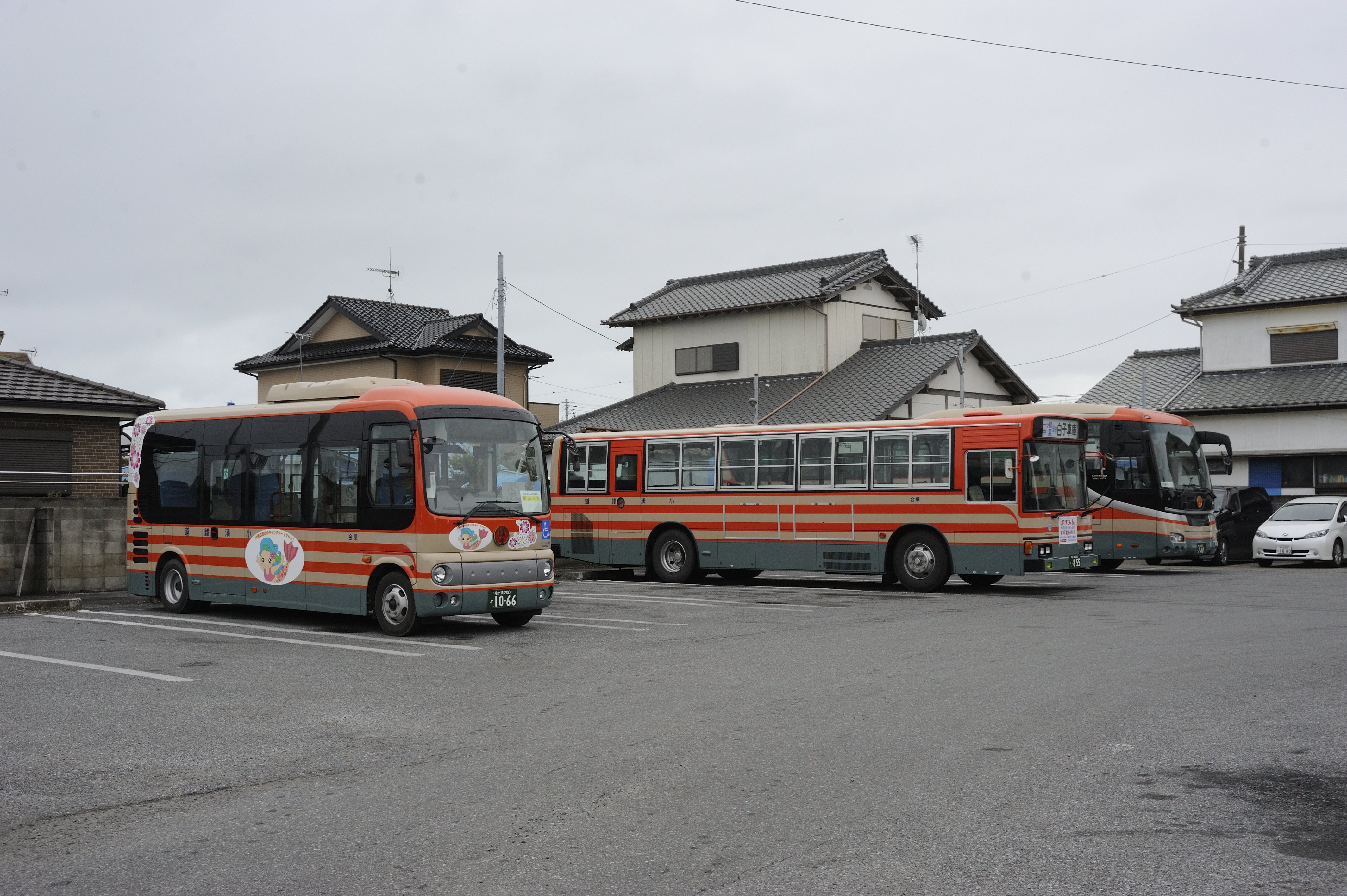
白子車庫

小湊鉄道長南営業所（こみなとてつどうちょうなんえいぎょうしょ）は、千葉県長生郡長南町長南に位置する小湊鉄道バス部の営業所。
管轄下として大網白里市・白子町内の路線を担当する白子車庫、大多喜町周辺の路線を担当する大多喜車庫、勝浦市内の路線を担当する勝浦車庫、ならびに車両配置無しで折返し待機のみの茂原車庫がある。

## 沿革
1917年（大正6年）に創立された小湊鉄道は一般路線バスも運営し、長南もその路線の一部に組み込まれた。1932年（昭和7年）頃には長南 - 千葉、長南 - 茂原を結ぶ路線が存在した。1930年（昭和5年）に茂原 - 笠森寺間で鉄道路線を開業させた「南総鉄道」は路線バス部門を有しており、鉄道部門は1939年（昭和14年）に全線が廃止されたが路線バス部門は「笠森自動車」として存続した。第二次世界大戦中の1944年（昭和19年）には戦時統合により小湊鉄道へ統合されたが、「続長柄町史」によれば笠森自動車は一度、小湊鉄道の傘下だった「袖ヶ浦自動車会社」に買収されたのち、「小湊バス」に統合されたとの記述がある。いずれにせよ、笠森自動車は同年中に南総鉄道の本社跡地に「小湊バス茂原営業所笠森車庫」を開業させ、25名の運転手と30名の車掌が利用する宿舎を設置した。

### 年表
- 1971年（昭和46年）

6月 - 笠森車庫を移転させ、長南車庫として発足。
- 1996年（平成8年）

8月16日 - 茂原営業所と大多喜営業所を車庫に格下げし、長南車庫を営業所に格上げする形で長南営業所となる。
- 2013年（平成25年）

9月14日 - 大網駅発着の一部路線を東金営業所に移管。ただし車両の修繕などは引き続き長南営業所で行う。
- 2021年（令和3年）

2月25日 - 白子車庫の一般路線において交通系ICカード（PASMO・Suicaなど）が利用開始。

### 所在地
- 長南営業所 - 千葉県長生郡長南町長南2119
- 白子車庫 - 千葉県長生郡白子町古所4628
- 大多喜車庫 - 千葉県夷隅郡大多喜町新丁16-1
- 勝浦車庫 - 千葉県勝浦市新官1355

その他に所属車両が無く、折返し待機場として使用される茂原車庫（千葉県茂原市千代田町）がある。

## 現行路線（一般路線）
駅名については、旧国名の「上総」を省略して表示している。また、系統番号は実際の車両には表示されない。

### 長南営業所
茂原駅発着路線

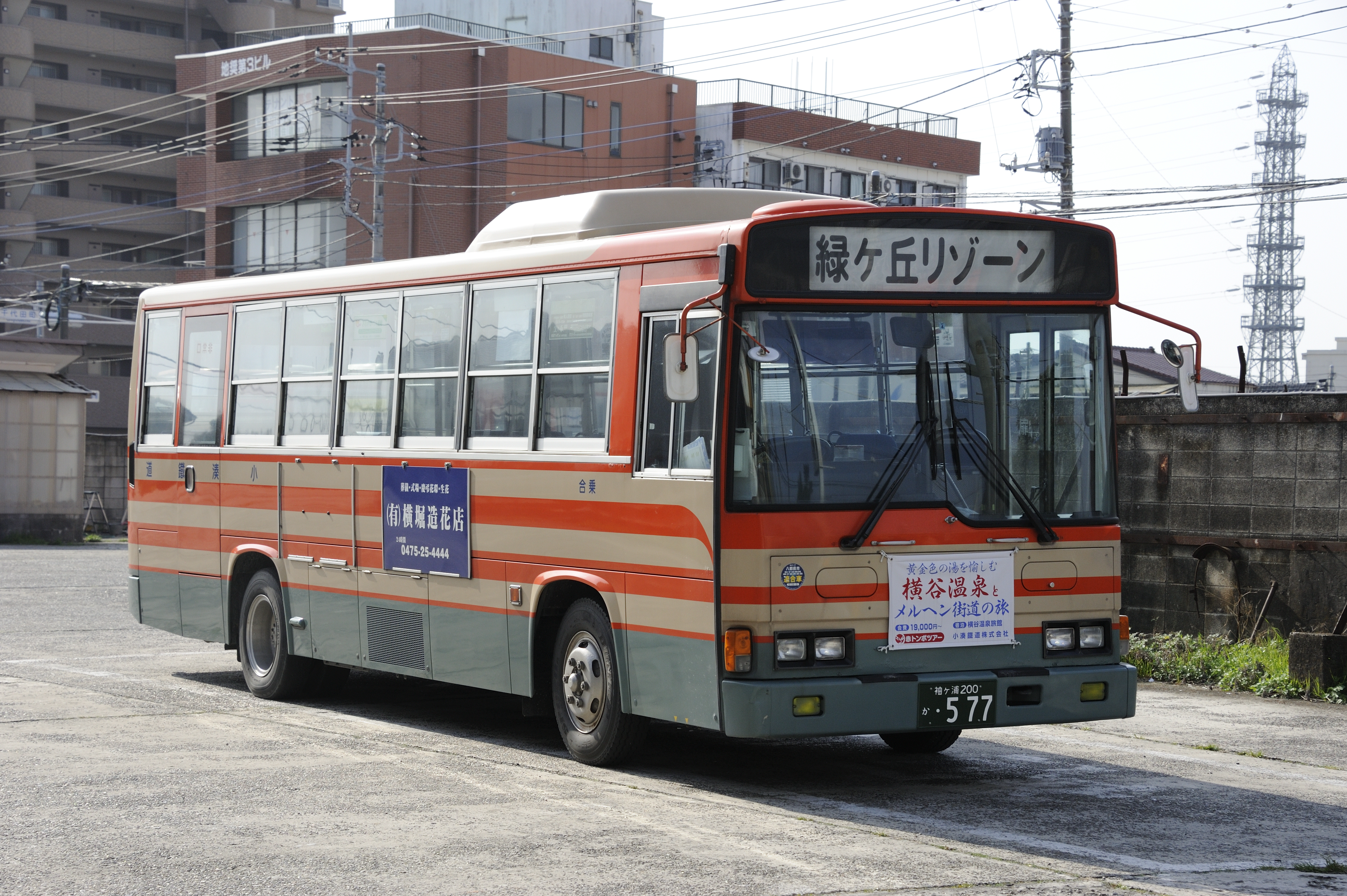
茂原車庫にて待機中の茂07 (袖ヶ浦200か577)

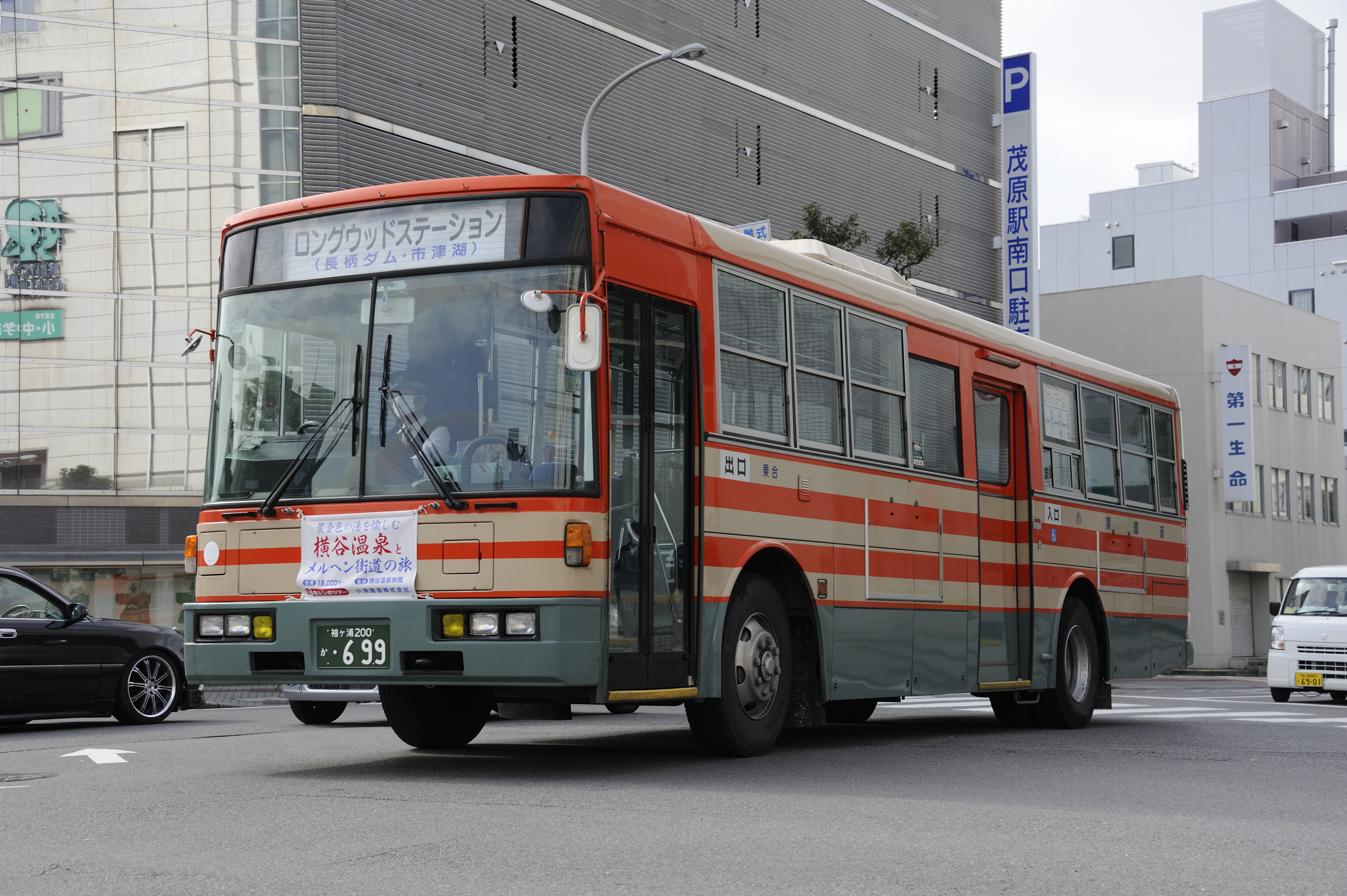
始発地の茂原駅へ回送中の茂25 (袖ヶ浦200か699)

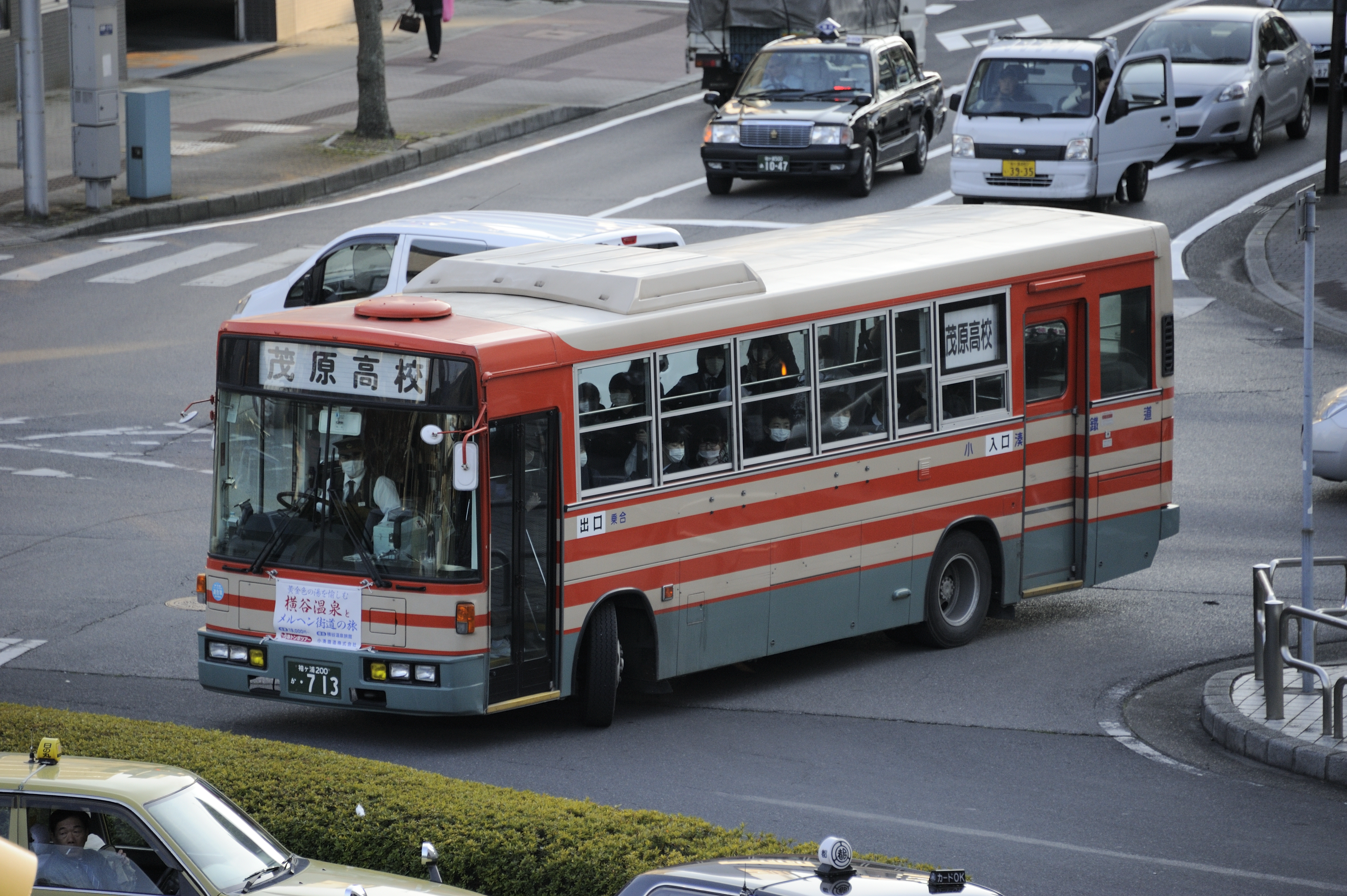
通学時間帯のみ運行される茂46 (袖ヶ浦200か713)

- 茂07：茂原駅東口 - 旭町 - 高師四角 - 茂原高校入口 - 郡界橋 - 緑ヶ丘小学校 - 緑ヶ丘リゾーン

かつては茂原駅南口発着（茂27）も運行されたが2013年（平成25年）7月20日に全て東口発着へ統一された。
- 茂22：茂原駅南口 - 茂原車庫前 - 浜町 - 武田病院前 - 高師四角 - 茂原高校入口 - 郡界橋 - 長柄中下 - 追分 - 和楽の郷 - 喜多 - 潤井戸 - 東二丁目 - 千葉労災病院（土曜・休日運休）

2011年（平成23年）8月29日に新設された茂原駅と労災病院間を結ぶ路線で、土曜・休日は運休する。
- 茂24：茂原駅南口 - 茂原車庫前 - 浜町 - 武田病院前 - 高師四角 - 茂原高校入口 - 郡界橋 - 長柄中下
- 茂25：茂原駅南口 - 茂原車庫前 - 浜町 - 武田病院前 - 高師四角 - 茂原高校入口 - 郡界橋 - 長柄中下 - 追分 - ロングウッドステーション

2014年（平成26年）8月20日のダイヤ改正で和楽の郷への乗り入れが廃止された。
- 茂26：茂原駅南口 → 茂原車庫前 → 浜町 → 武田病院前 → 高師四角 → 茂原高校入口 → 郡界橋 → 長柄中下 → 道脇寺 → 追分 → 和楽の郷 → 喜多 → うるいど南 → 東二丁目 → 千葉労災病院

茂22と同様に茂原駅と労災病院を結ぶ路線だが、道脇寺付近およびうるいど南付近で経路が異なる。
- 茂28：茂原駅南口 - 茂原車庫前 - 浜町 - 西町 - 上茂原 - 豊栄農協前 - 長南三又 - 長南営業所 - 長南三又 - 蔵持 - 笠森 - 鶴舞入口 - 諏訪神社 - 牛久上宿 - 牛久駅
- 茂29：茂原駅南口 - 茂原車庫前 - 浜町 - 西町 - 上茂原 - 豊栄農協前 - 長南三又 - 長南営業所 - 長南三又 - 蔵持 - 笠森 - 笠森霊園（平日運休）
- 茂30：茂原駅南口 - 茂原車庫前 - 浜町 - 西町 - 上茂原 - 豊栄農協前 - 長南三又 - 長南営業所 - 長南三又 - 蔵持 - 奥野 - 鶴舞局前 - 循環器病センター - 鶴舞駅
- 茂32：茂原駅南口 - 茂原車庫前 - 浜町 - 西町 - 上茂原 - 豊栄農協前 - 長南三又 - 長南営業所

茂原駅から長南営業所方面へ向かう路線群で、茂原駅南口発着路線では主力路線である。茂31・32を除いて一度長南営業所へ立ち寄ってから蔵持方面へ向かう経路で、長南三又 - 長南営業所間を往復する。
- 茂37：茂原駅南口 - 早野新田 - 七井土 - 金田 - 一宮駅

茂原駅と一宮駅を結ぶ中距離路線だが、2018年（平成30年）4月1日に定期運行が無くなり、毎年元日に1往復のみ運行される。
- 茂43：茂原駅南口 - 早野新田 - 大芝 - 七井土 - 双葉電子睦沢工場 - 上市場神社前 - 長生不動尊 - 睦沢役場前 - 睦沢中央公民館 - 道の駅つどいの郷むつざわ
- 茂44：茂原駅南口 → 日立正門 → 大芝 → 七井土 → 双葉電子睦沢工場 → 上市場神社前 → 長生不動尊 → 睦沢役場前 → 睦沢中央公民館 → 道の駅つどいの郷むつざわ

2009年（平成21年）4月1日に千葉中央バスの代替として新設され、茂44は片道運行で日立正門経由となる。2013年（平成25年）に睦沢中央公民館まで、2014年（平成26年）6月に『道の駅つどいの郷むつざわ』まで延伸された。
- 茂45：茂原駅南口 - 茂原車庫前 - 浜町 - 西町 - 上茂原 - 豊栄農協前 - 長南三又 - 長南営業所 - 長南三又 - 蔵持 - 奥野 - 鶴舞局前 - 循環器病センター

茂原駅から長南営業所方面へ向かう路線群の一つだが、2016年（平成28年）に茂33から系統番号が変更された。
- 茂46：茂原駅南口 → 茂原車庫前 → 浜町 → 武田病院前 → 茂原高校（登校日のみ）

2016年（平成28年）に茂39から系統番号が変更された。
- 茂52：茂原駅南口 - 茂原車庫前 - 早野十字路 - 中の島幼稚園前 - 大芝 - 七井土 - 双葉電子睦沢工場 - 上市場神社前 - 長生不動尊 - 睦沢役場前 - 睦沢中央公民館 - 道の駅つどいの郷むつざわ

2013年（平成25年）4月に新設された中の島経由便で、茂43・44と共に2014年（平成26年）6月に道の駅つどいの郷むつざわまで延伸された。
- 大網09：茂原駅南口 - 新茂原駅入口 - 本納駅入口 - 永田駅入口 - 大網駅

茂原駅と大網駅を結ぶ中距離路線で、茂37（茂原駅 - 一宮駅）と同様に2018年（平成30年）4月1日に定期運行が無くなり、毎年元日に1往復のみ運行される。
長南営業所発着路線
- 牛01：長南営業所 - 長南三又 - 蔵持 - 笠森 - 鶴舞入口 - 諏訪神社 - 牛久上宿 - 牛久駅

里見駅発着路線
- 里01：鶴舞局前 → 市原鶴舞バスターミナル → 吉沢入口 → 湯原 → 東飯給 → 里見駅
- 里03：里見駅 - 小谷田 - 高滝駅入口 - 加茂診療所 - 市原湖畔美術館入口 - 市原ぞうの国入口 - 市原鶴舞バスターミナル（土曜・休日運休）
- 里03：里見駅 - 小谷田 - 高滝駅入口 - 加茂診療所 - 市原湖畔美術館 - 市原湖畔美術館入口 - 市原ぞうの国入口 - 市原鶴舞バスターミナル（平日運休）
- 里04：里見駅 - 小谷田 - 高滝ダム記念館 - 加茂診療所 - 市原湖畔美術館入口 - 市原ぞうの国入口 - 市原鶴舞バスターミナル（土曜・休日運休）
- 里04：里見駅 - 小谷田 - 高滝ダム記念館 - 加茂診療所 - 市原湖畔美術館 - 市原湖畔美術館入口 - 市原ぞうの国入口 - 市原鶴舞バスターミナル（平日運休）

2013年（平成25年）4月8日に新設された路線で、土曜・休日は市原湖畔美術館（旧・市原市水と彫刻の丘）構内に乗り入れる。
- 里05：里見駅 → 東飯給 → 湯原 → 吉沢入口 → 市原鶴舞バスターミナル

### 白子車庫
大網駅発着路線

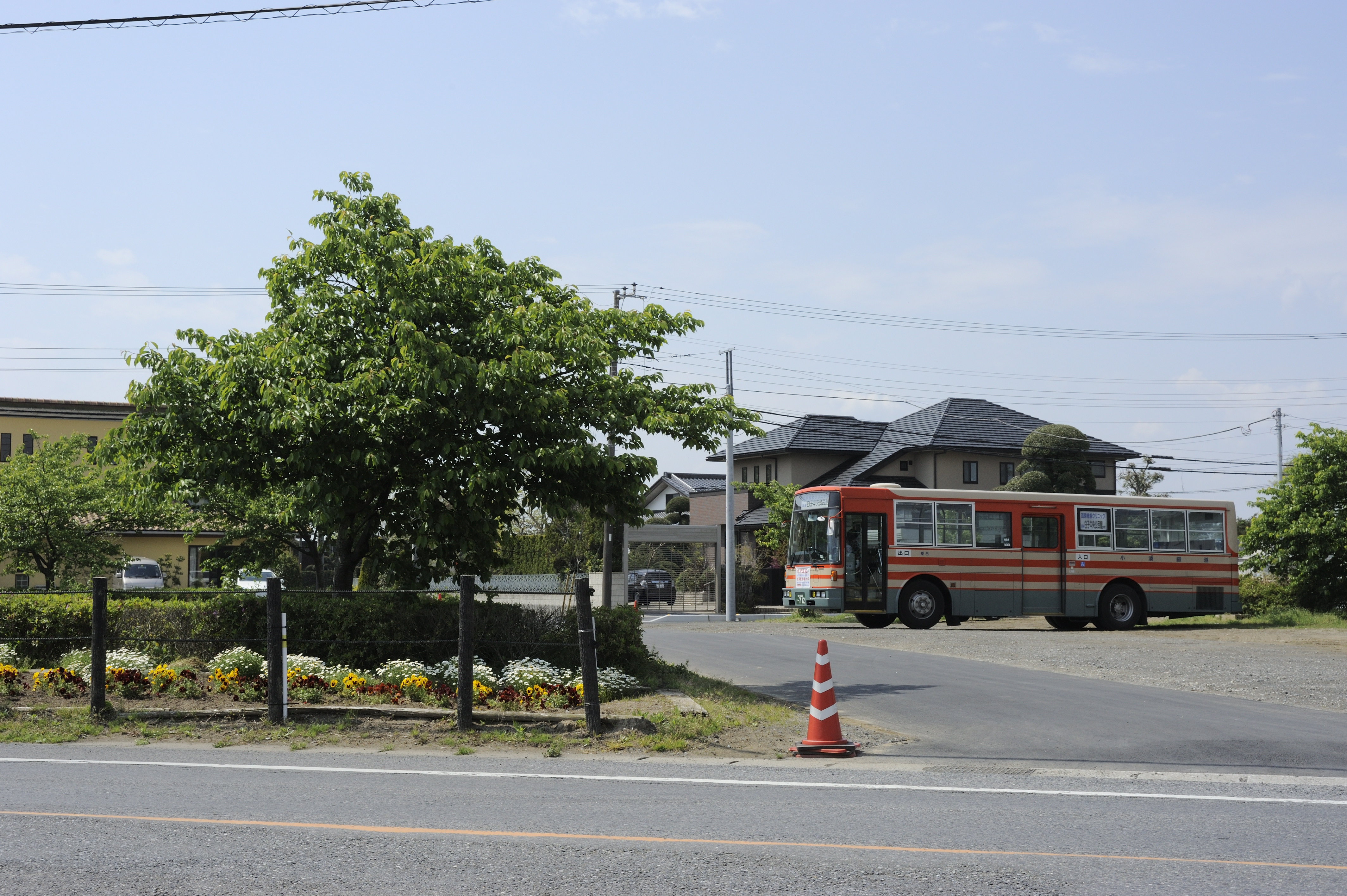
白子中央公民館折返場

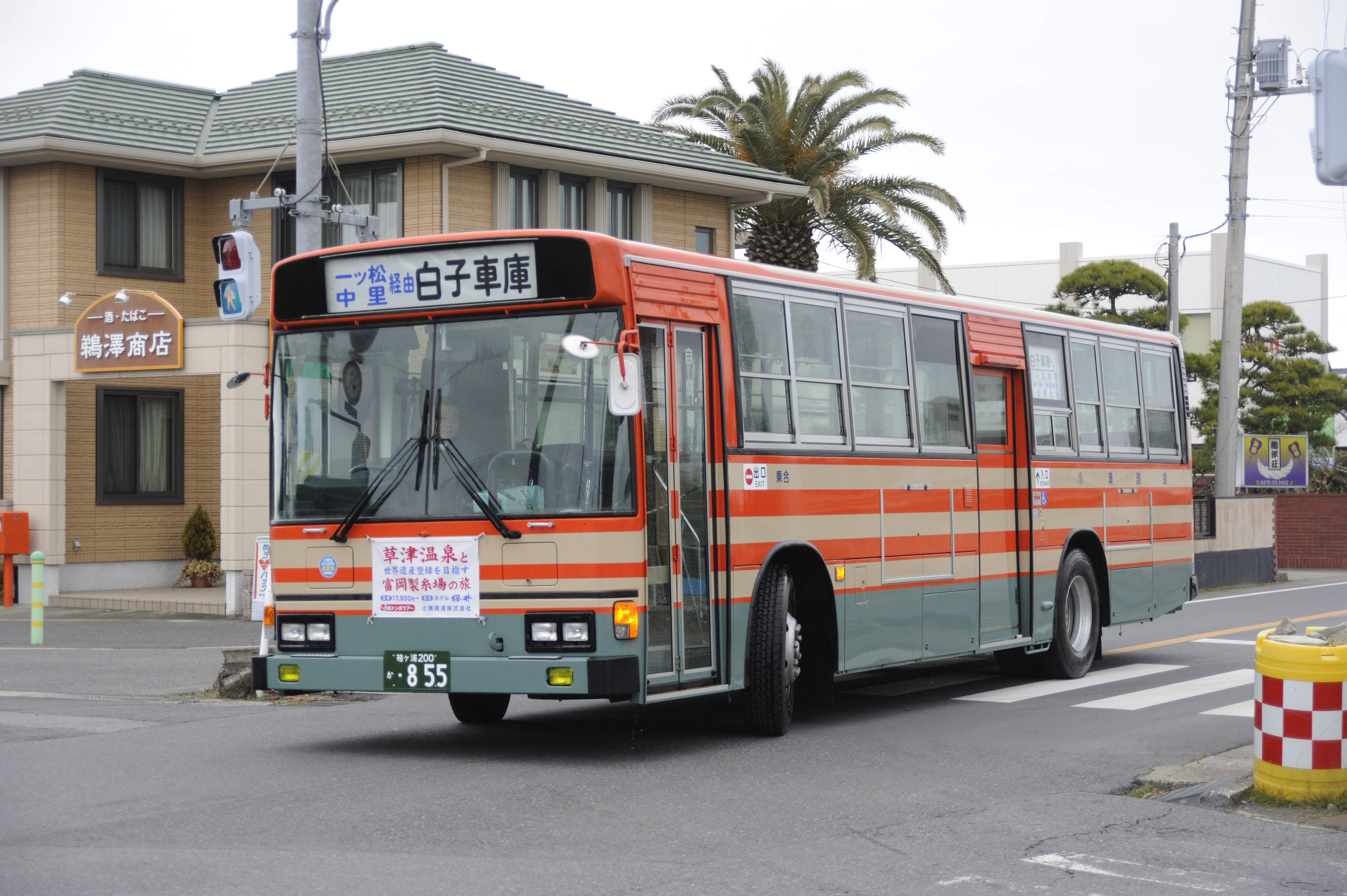
白子車庫に到着目前の茂01 (袖ヶ浦200か855)

- 大網01：大網駅 - 大網病院 - 柿餅 - 白里中学校前 - 白里火の見下 - 白里海岸 - 牛込 - 剃金東 - 白子車庫
- 大網02：大網駅 - 大網病院 - 柿餅 - 白里中学校前 - 白里火の見下 - 白里海岸 - サンライズ九十九里

大網駅から白里海岸方面へ向かう路線群で、主力は車庫発着の大網01だが停留所数が50を超える長距離路線である。大網駅から白里海岸までは一直線で結び、右折後に海沿いを白子車庫まで南下する。
本納駅発着路線
- 本01：本納駅 - 本納駅入口 - 馬洗 - 吉田 - 日当 - 白子中央公民館前 - 白子局前 - 白子車庫
- 本03：本納駅 - 本納駅入口 - 茂原北陵高校（登校日のみ）

茂原駅発着路線
- 茂01：茂原駅東口 - 東町 - 惣寿 - 原曾根尼ヶ台総合公園 - 長生村役場入口 - 小泉 - 一ツ松海岸 - 中里海岸 - 白子車庫

茂原駅から一ツ松海岸まで一直線で向かい、左折して中里海岸から白子車庫へ向かう路線で、茂原駅発着路線の最主力路線である。全区間が同系統の単独区間でもあるため、日中時間帯は40分間隔で運行される。
- 茂02：茂原駅東口 - 高師二丁目 - 旭町 - 三井東圧 - 六ツ野 - おゆみの中央病院茂原クリニック
- 茂03：茂原駅東口 - 高師二丁目 - 旭町 - 三井東圧 - 六ツ野 - 千盛 - 関中島 - 日当 - 白子中央公民館前
- 茂04：茂原駅東口 - 高師二丁目 - 旭町 - 三井東圧 - 六ツ野 - おゆみの中央病院茂原クリニック - 千盛 - 関中島 - 日当 - 白子中央公民館前
- 茂05：茂原駅東口 - 高師二丁目 - 旭町 - 三井東圧 - 六ツ野 - 千盛 - 関中島 - 日当 - 白子中央公民館前 - 白子神社 - 剃金高 - 牛込
- 茂06：茂原駅東口 - 高師二丁目 - 旭町 - 三井東圧 - 六ツ野 - おゆみの中央病院茂原クリニック - 千盛 - 関中島 - 日当 - 白子中央公民館前 - 白子神社 - 剃金高 - 牛込
- 茂08：茂原駅東口 - 高師二丁目 - 旭町 - 三井東圧 - 六ツ野 - 千盛 - 関中島 - 日当 - 白子中央公民館前 - 白子神社 - 剃金高 - 牛込 - 白里海岸（土曜・休日運休）
- 茂09：茂原駅東口 - 高師二丁目 - 旭町 - 三井東圧 - 六ツ野 - おゆみの中央病院茂原クリニック - 千盛 - 関中島 - 日当 - 白子中央公民館前 - 白子神社 - 剃金高 - 牛込 - 白里海岸（土曜・休日運休）

茂原駅から一度外房線沿いに北上し、白子町を斜めに横断する路線群で、本数が非常に少ないが各路線とも1便は運行される。主力は茂原クリニック折返しの茂02だが日中時間帯は全便が茂原クリニックを経由し、日曜・休日は全て運休する。千盛以遠はフリー乗降区間となっている。2022年（令和4年）4月1日に「茂原機能クリニック」停留所が「おゆみの中央病院茂原クリニック」に名称変更された。2024年（令和6年）3月18日のダイヤ改正で、牛込以遠へ向かう系統は土曜・休日が運休となった。

### 大多喜車庫
茂原駅発着路線
- 茂41：茂原駅南口 - 茂原車庫前 - 浜町 - 西町 - 上永吉 - 給田 - 市野々 - 横山三又 - 鍛治町 - 夷隅支庁前 - 大多喜車庫

2016年（平成28年）3月まではHMC東京との共同運行路線だったが、HMC東京が路線バス事業を廃止したため翌日からは小湊鉄道の単独運行となった。
上総一ノ宮駅発着路線
- 大04：一宮駅 - 道祖神 - 上市場神社前 - 長生不動尊 - 睦沢役場前 - 睦沢公民館入口 - 部早 - 寺台 - 下大多喜 - 鍛治町 - 夷隅支庁前 - 大多喜車庫
- 茂49：一宮駅 - 一宮役場前 - 海岸三角 - 一宮海岸

上総牛久駅発着路線
- 牛05：牛久駅 - 牛久上宿 - 江古田 - 鶴舞局前 - 市原鶴舞バスターミナル - 川崎 - 堀切 - 富士の腰 - 横山三又 - 鍛治町 - 夷隅支庁前 - 大多喜車庫
- 牛06：牛久駅 - 牛久上宿 - 江古田 - 循環器病センター - 鶴舞局前 - 市原鶴舞バスターミナル - 川崎 - 堀切 - 富士の腰 - 横山三又 - 鍛治町 - 夷隅支庁前 - 大多喜車庫
- 牛07：牛久駅 - 牛久上宿 - 江古田 - 鶴舞局前 - 市原鶴舞バスターミナル
- 牛08：牛久駅 - 牛久上宿 - 江古田 - 循環器病センター - 鶴舞局前 - 市原鶴舞バスターミナル

以前は八幡宿駅までを結ぶ長距離路線だったが1999年（平成11年）4月21日のダイヤ改正で廃止され、八幡宿駅 - 海士有木間は塩田営業所へ移管された。2013年（平成25年）4月8日に市原鶴舞バスターミナルへの乗り入れを開始し、鶴舞局前発着を市原鶴舞バスターミナル発着に変更した。
勝浦駅発着路線
- 勝11：勝浦駅 - 国際武道大学入口 - 平田 - 勝浦温泉入口 - 松野 - 松野坂上 - 三又大橋 - 久我原 - 東総元 - 小谷松 - 大多喜駅 - 大多喜車庫
- 勝12：勝浦駅 - 国際武道大学入口 - 平田 - 勝浦温泉入口 - 松野 - 松野坂上 - 市ノ川 - 三又大橋 - 久我原 - 東総元 - 小谷松 - 大多喜駅 - 大多喜車庫

大多喜地区発着路線
- 大01：大多喜車庫 - 大多喜駅 - 小谷松 - 東総元 - 久我原 - 三又大橋 - 総元駅前 - 西小学校 - 西畑小前 - 中野駅 - 清水林業 - 伊保田 - 老川 - 粟又 - 粟又・ごりやくの湯
- 大09：大多喜車庫 - 外廻橋 - 小谷松 - 東総元 - 久我原 - 三又大橋 - 総元駅前 - 西小学校 - 西畑小前 - 中野駅 - 清水林業 - 伊保田 - 老川 - 粟又 - 粟又・ごりやくの湯
- 大10：西小学校 - 西畑小前 - 中野駅 - 清水林業 - 伊保田 - 老川 - 筒森
- 中01：中野駅 - 清水林業 - 伊保田 - 老川 - 粟又 - 粟又・ごりやくの湯
- 中02：中野駅 - 清水林業 - 伊保田 - 老川 - 筒森
- 中03：中野駅 - 清水林業 - 伊保田 - 老川 - 天竜荘前 - 養老館前 - 温泉郷入口 - 養老渓谷駅
- 中05：中野駅 → 清水林業 → 伊保田 → 老川 → 筒森 → 老川 → 粟又 → 粟又・ごりやくの湯
- 養01：養老渓谷駅 - 温泉郷入口 - 養老館前 - 天竜荘前 - 老川 - 粟又 - 粟又・ごりやくの湯
- 養03：養老渓谷駅 - 温泉郷入口 - 養老館前 - 天竜荘前 - 老川 - 筒森
- 養08：大多喜車庫 - 外廻橋 - 小谷松 - 東総元 - 久我原 - 三又大橋 - 総元駅前 - 西小学校 - 西畑小前 - 中野駅 - 清水林業 - 伊保田 - 老川 - 筒森

### 勝浦車庫
勝浦駅発着路線
- 勝07：勝浦駅 - 国際武道大学入口 - 平田 - 勝浦温泉入口 - 松野 - 松野坂上 - 市ノ川
- 勝13：勝浦駅 - 国際武道大学入口 - 平田 - 勝浦温泉入口 - 松野 - 松野坂上
- 勝14：勝浦駅 - 塩田病院
- 勝23：12街区 → ラグーナ湖畔 → 興津駅 → 鵜原駅前 → 海の博物館 → 保健福祉センター → 勝浦駅 → 塩田病院 → 勝浦市役所
- 勝25：塩田病院 - 勝浦駅 - 串浜 - 松部 - 興津駅

2021年（令和3年）4月1日に新設された。
- 勝26：勝浦市役所 → 勝浦若潮高校前 → 塩田病院 → 勝浦駅 → 保健福祉センター → 海の博物館 → 鵜原駅前 → 興津駅入口 → ラグーナ湖畔 → 12街区
- 勝27：12街区 → ラグーナ湖畔 → 興津駅 → 鵜原駅前 → 海の博物館 → 保健福祉センター → 勝浦駅 → 塩田病院 → 勝浦若潮高校前 → 勝浦市役所

2022年（令和4年）6月1日に新設された。

## 現行路線（高速バス）
【】内は共同運行会社。全路線で交通系ICカードが利用可能である。

### 長南営業所
- 茂原駅南口・長南駐車場・市原鶴舞バスターミナル - 羽田空港・横浜駅東口

2013年（平成25年）4月28日の首都圏中央連絡自動車道（圏央道）の開通による経路変更で、「上総牛久駅」「笠森」停留所が廃止される。
- 御宿・勝浦駅・大多喜・市原鶴舞バスターミナル・木更津金田バスターミナル - バスターミナル東京八重洲【京成バス・日東交通】
- 安房小湊・勝浦駅・大多喜・市原鶴舞バスターミナル・木更津金田バスターミナル - バスターミナル東京八重洲【京成バス・日東交通】

2013年（平成25年）4月28日に小湊鉄道が参入する。社名の由来である小湊と当営業所の管轄エリアである御宿・勝浦・大多喜を発着する路線だが従来までは鴨川日東・京成の共同運行だった。市原鶴舞バスターミナルで羽田空港・横浜駅方面への乗り継ぎが可能である。
- 三井アウトレットパーク 木更津 - 成田空港（土日祝のみ運行）

2025年（平成25年）6月21日開業
- 茂原駅南口・長南駐車場 - 成田空港（土日祝のみ運行）

2025年（平成25年）6月21日開業

### 白子車庫
- 蘇我駅 - 五井駅 - 市原バスターミナル - 羽田空港【京浜急行バス】

東金駅発着便は2021年（令和3年）7月15日をもって運行を終了した。
- 白子中里 - 白子車庫 - サンライズ九十九里 - 大網駅 - 季美の森・南センター - バスターミナル東京八重洲 - 東雲車庫
- 白子中里 - 白子車庫 - サンライズ九十九里 - 季美の森・南センター - 千葉駅
- 大崎駅西口 - 長南カントリークラブ・長南パブリックコース

## 現行路線（コミュニティバス）

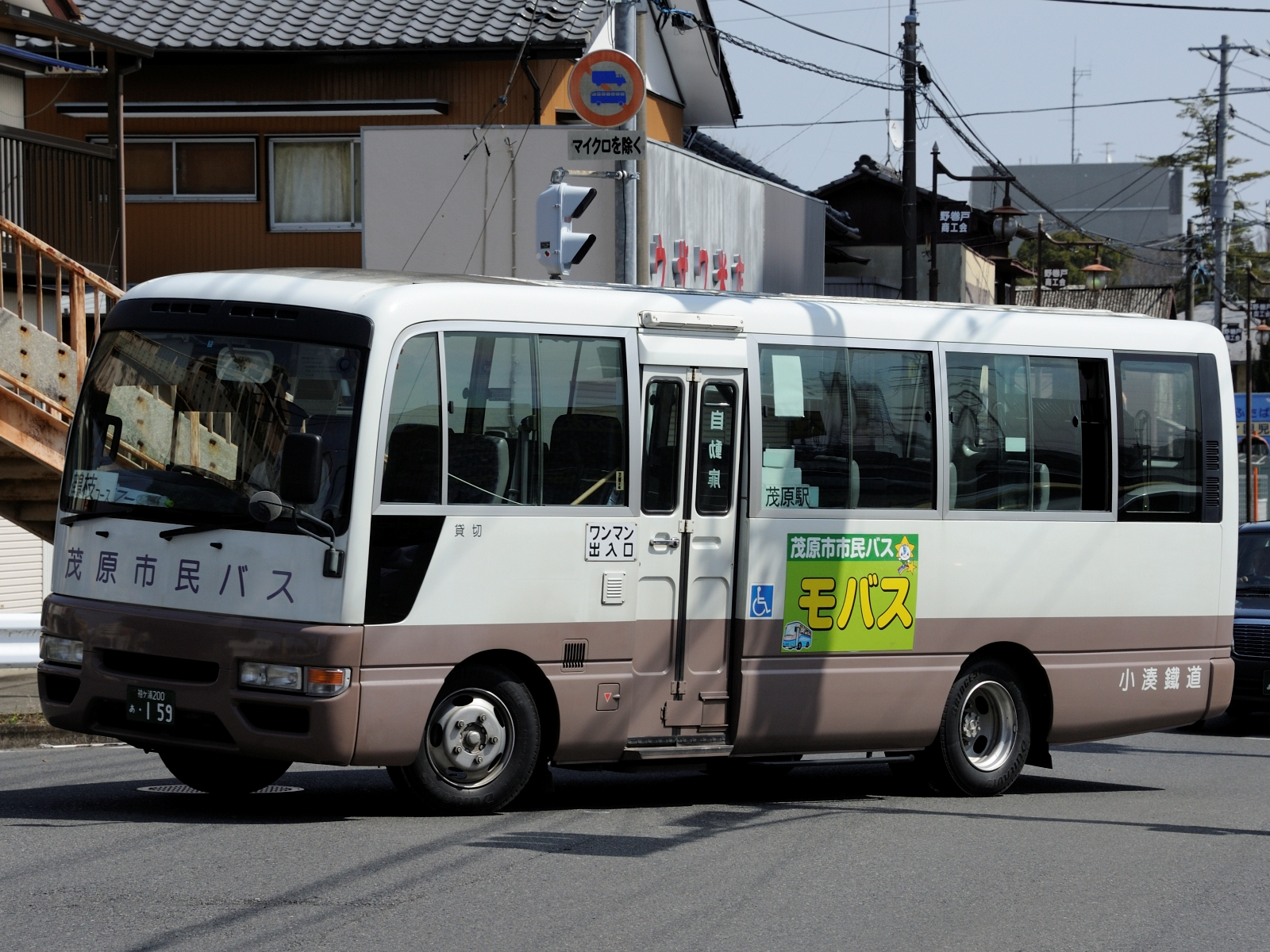
茂原市民バス「モバス」 (袖ヶ浦200あ159)

- 大網白里市コミュニティバス （大網白里市）
- 茂原市民バス （茂原市）
  - 北部（豊岡）コース
  - 南部（五郷）コース
  - 南部（鶴枝）コース
  - 東部（東郷）コース
- 長柄町町民バス （長柄町）
- 長南町巡回バス （長南町）
  - 東コース
  - 西コース
  - 長南・蔵持コース
  - 坂本・豊栄コース
- 睦沢町巡回バス （睦沢町）
- いすみ市民バス （いすみ市）
  - いすみシャトルバス
  - 市内循環線
- コスモス南総 （市原市南総西地域）

## 季節運行路線
乗合バスとして継続的に定期運行されている実績がある路線を記述する。

### 房総さとやまGO
- 上総中野駅 - 養老渓谷駅 - 弘文洞入口 - 老川 - 七里川温泉 - 亀山・藤林大橋 - 久留里駅 （日東交通）
- 養老渓谷駅 - 久留里駅 - 清水渓流広場

君津市・市原市・大多喜町からの委託による周遊観光路線で、JR久留里線と小湊鉄道、いすみ鉄道の連絡による観光ルートの開拓を目的に、2016年から9月下旬～12月上旬の秋の観光シーズンに運行されている。2017年は養老渓谷駅 - 上総中野駅間が延長された。日東交通木更津営業所との共同運行で、運行期間の土曜・休日のみ運行される。当営業所では秋の運行系統に加え、ゴールデンウイーク期間に別ルートによる養老渓谷駅 - 清水渓流広場（濃溝の滝）系統も運行した。

## 廃止路線

### 茂原駅発着路線
- 茂原駅南口 - 上茂原 - 刑部 - 川在 - 山田駅

2000年（平成12年）7月12日に廃止された。
- 茂原駅南口 - 八幡原団地

2009年（平成21年）11月20日に廃止された。
- 茂20：茂原駅南口 - 郡界橋 - 長柄中下 - 追分 - 和楽の郷 - 喜多 - ちはら台駅

茂原とちはら台を結ぶ長距離路線だったが2011年（平成23年）8月29日に廃止された。
- 茂21：茂原駅南口 - 八丁寺団地 - 上永吉 - 早野北原 - 茂原駅南口

2009年（平成21年）に新設された循環路線だが現在は運行していない。
- 茂23：茂原駅南口 - 郡界橋 - 長柄中下 - 長柄小学校前 - 道脇寺 - 追分 - 和楽の郷
- 茂27：茂原駅南口 - 茂原高校入口 - 郡界橋 - 緑ヶ丘リゾーン

2013年（平成25年）7月20日に茂原駅東口発着（茂07）へ統合される形で廃止された。
- 茂31：茂原駅南口 - 茂原車庫前 - 浜町 - 西町 - 上茂原 - 豊栄農協前 - 長南三又 - 長南営業所 - 茗荷沢 - 水沼 - 三川

2024年（令和6年）3月18日のダイヤ改正で廃止された。
- 茂33：茂原駅南口 - 上永吉 - 給田 - 中原 - 長南（地蔵町）

2016年（平成28年）3月まではHMC東京（旧・都自動車）の長南線として運行されていたが、事業廃止に伴い翌日より小湊鉄道に移管された。2018年（平成30年）4月1日に廃止された。
- 茂34：茂原駅南口 - 茂原車庫前 - 浜町 - 西町 - 上茂原 - 岩川倉庫 - 長柄町役場 - 針ヶ谷 - 初芝入口 - 刑部 - 田代入口 - 大津倉

2024年（令和6年）3月18日のダイヤ改正で廃止された。
- 茂36：茂原駅南口 - 日立住宅前 - 下永吉 - 永吉眼科前 - 大坪
- 茂38：茂原駅南口 - 早野北原 - 中の島小学校入口 - 七井土 - 茂原駅南口

2013年（平成25年）4月2日に廃止された。
- 茂42：茂原駅南口 - 給田 - 瑞沢農協前 - 上瀑小学校前 - 大多喜車庫

2013年（平成25年）4月7日に茂41へ統合廃止された。

### 大網駅発着路線

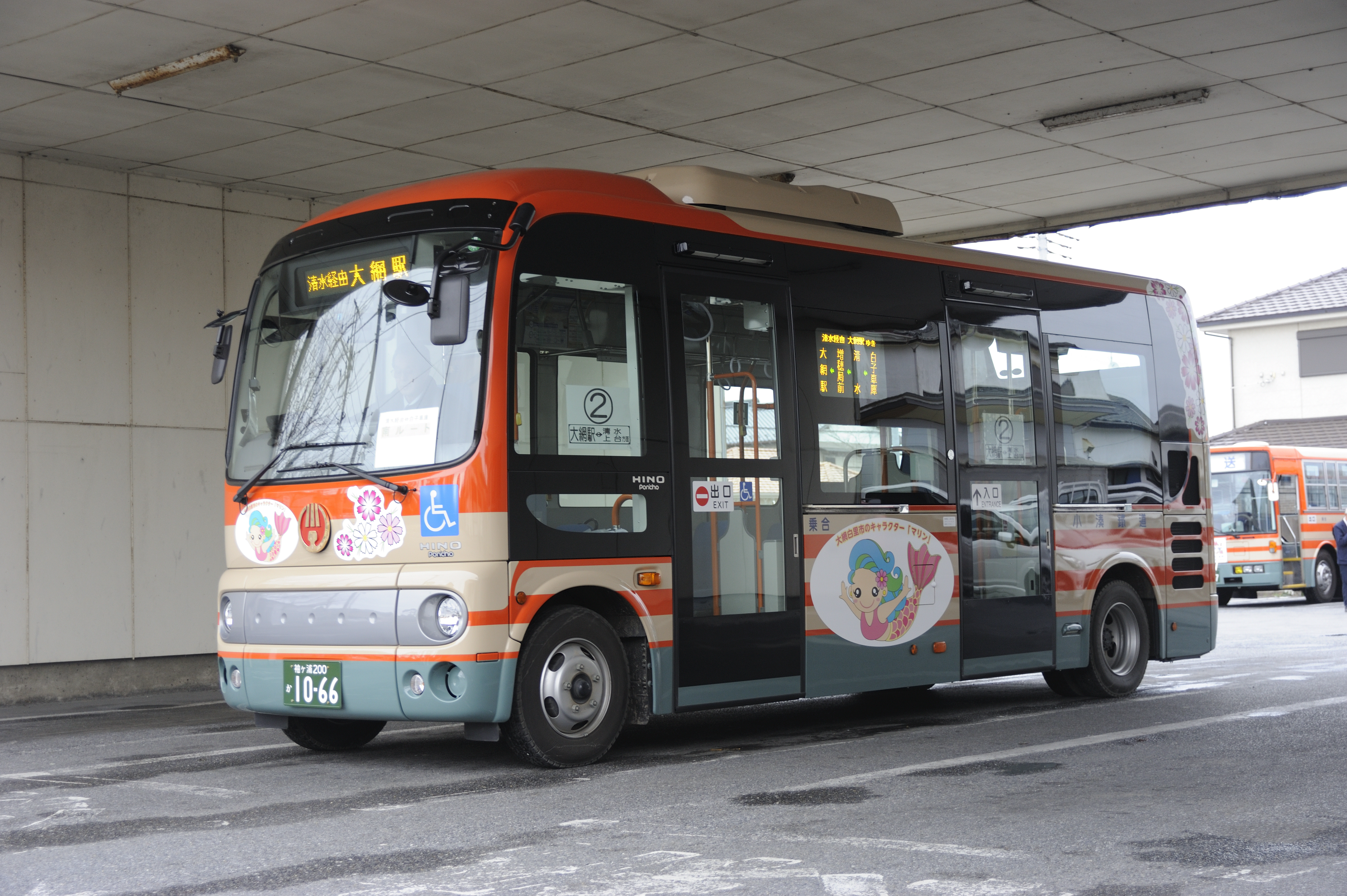
白子車庫で発車を待つ清水経由大網駅行き (袖ヶ浦200か1066)

- 大網04：大網駅 - 大網病院 - 柿餅 - 南飯塚橋 - 弥幾野
- 大網05：大網駅 → 大網浜町 → 大網病院 → 柿餅 → 白里中学校前 → 白里火の見下 → 白里海岸 → 牛込 → 剃金東 → 白子車庫

2024年（令和6年）3月18日のダイヤ改正で廃止された。
- 大網13：大網駅 - 大網病院 - 柿餅 - 旭ガラス前 - 清水 - 四天木九区 - いずみの里 - 白里海岸 - 牛込 - 白子車庫
- 大網14：大網駅 - 大網病院 - 柿餅 - 白里中学校前 - 港屋前 - 上台 - プラセル九十九里前 - 北今泉 - サンライズ九十九里

2013年（平成25年）11月22日に新設された清水経由の車庫発着路線は小型車による運行だった。2018年（平成30年）10月1日に揃って廃止された。

### 本納駅発着路線
- 本02：本納駅 - 馬洗 - 日当 - 白子中央公民館前

2018年（平成30年）以降では設定されていない。

### 上総一ノ宮駅発着路線
- 一宮駅 - 一松海岸 - 太東駅

### 上総牛久駅・勝浦駅発着路線
- 上総牛久駅 - 大多喜 - 松野 - 勝浦駅 - 安房小湊駅（急行）
- 上総牛久駅 - 大多喜 - いすみ市役所 - 勝浦駅 - 安房小湊駅（急行）

2013年（平成25年）4月27日に廃止された。茂原 - 羽田空港・横浜線から大多喜・勝浦方面への乗り継ぎを目的に開設されたが、勝浦 - 東京線に小湊鉄道が参入し、市原鶴舞バスターミナルでの乗り継ぎ利用が可能となったため廃止となった。
- 上総牛久駅 - 海士有木

八幡宿駅 - 海士有木間と上総牛久駅 - 大多喜車庫間の中間にある区間便だった。
- 牛04：牛久駅 - 牛久上宿 - 江古田 - 循環器病センター - 鶴舞局前 - 市原鶴舞バスターミナル - 吉沢入口 - 湯原 - 東飯給 - 里見駅

2013年（平成25年）4月8日に市原鶴舞バスターミナルへの乗り入れを開始する。2024年（令和6年）3月18日のダイヤ改正で廃止された。
- 勝浦駅 - 御宿駅 - 大原中学校

2000年（平成12年）7月12日に廃止された。
- 勝01（初代）：勝浦駅 - 松部 - 鵜原坂 - 西原
- 勝02（初代）：勝浦駅 - 松部 - 鵜原坂 - 興津駅入口 - 松野坂上
- 勝03（初代）：勝浦駅 - 松部 - 鵜原坂 - 興津駅

2014年（平成26年）9月30日に先述のミレーニア勝浦線の開業によって代替廃止された。翌日（10月1日）からは勝浦市によるデマンドタクシーの運行を開始している。
- 勝01（二代）：勝浦駅 → 勝浦市役所 → 松部 → 興津駅入口 → ラグーナ湖畔 → 興津駅 → 松部 → 勝浦市役所 → 勝浦駅
- 勝02（二代）：勝浦駅 → 松部 → 興津駅入口 → ラグーナ湖畔 → 興津駅 → 松部 → 勝浦市役所 → 勝浦駅（早朝のみ）
- 勝03（二代）：勝浦駅 → 勝浦市役所 → 松部 → 興津駅入口 → ラグーナ湖畔 → 興津駅 → 松部 → 勝浦駅（夜間のみ）

2014年（平成26年）10月1日に初代の代替として運行を開始。
- 勝04：勝浦駅 - 串浜 - 松部 - 鵜原駅前 - 海中公園センター
- 勝05：勝浦駅 - 串浜 - 松部 - 鵜原坂 - 簡易保養センター
- 勝06：勝浦駅 - 松部 - 鵜原坂 - 興津駅入口 - 市ノ川
- 勝10：勝浦駅 - 勝浦市役所

2021年（令和3年）3月31日に廃止された。
- 勝22：勝浦市役所 → 塩田病院 → 勝浦駅 → 保健福祉センター → 海の博物館 → 鵜原駅前 → 興津駅入口 → ラグーナ湖畔 → 12街区
- 勝23：12街区 → ラグーナ湖畔 → 興津駅 → 鵜原駅前 → 海の博物館 → 保健福祉センター → 勝浦駅 → 塩田病院 → 勝浦市役所
- 勝24：勝浦駅 → 保健福祉センター → 海の博物館 → 鵜原駅前 → 興津駅入口 → 12街区 → ラグーナ湖畔 → 興津駅 → 鵜原駅前 → 海の博物館 → 保健福祉センター → 勝浦駅 → 塩田病院 → 勝浦市役所

2022年（令和4年）5月31日に勝26・27へ経路変更された。
- 勝08：勝浦駅 → 塩田病院 → 勝浦若潮高校前 → 瀬戸入口 → 部原海岸 → サンドライブイン → 御宿港 → 御宿小前 → 御宿駅
- 勝09：勝浦駅 - 塩田病院 - 勝浦市役所 - 漁業協同組合 - 部原港入口 - 部原海岸 - サンドライブイン - 御宿港 - 御宿小前 - 御宿駅

2024年(令和6年)9月30日に廃止された。

### 上総中野駅発着路線
- 中04：中野駅 - 西畑小前 - 宇筒原 - 平沢共同館前 - 弓木神社前 - 中野駅（平沢循環バス）

2018年（平成30年）4月1日に廃止された。

### その他の路線
- 長南01：長南営業所 - 茗荷沢 - 水沼 - 三川

2024年（令和6年）3月18日のダイヤ改正で廃止された。
- 勝浦市民バス （勝浦市）

2014年（平成26年）9月30日に廃止され、先述の勝浦市デマンドタクシーが代替として運行を開始した。

### 高速バス

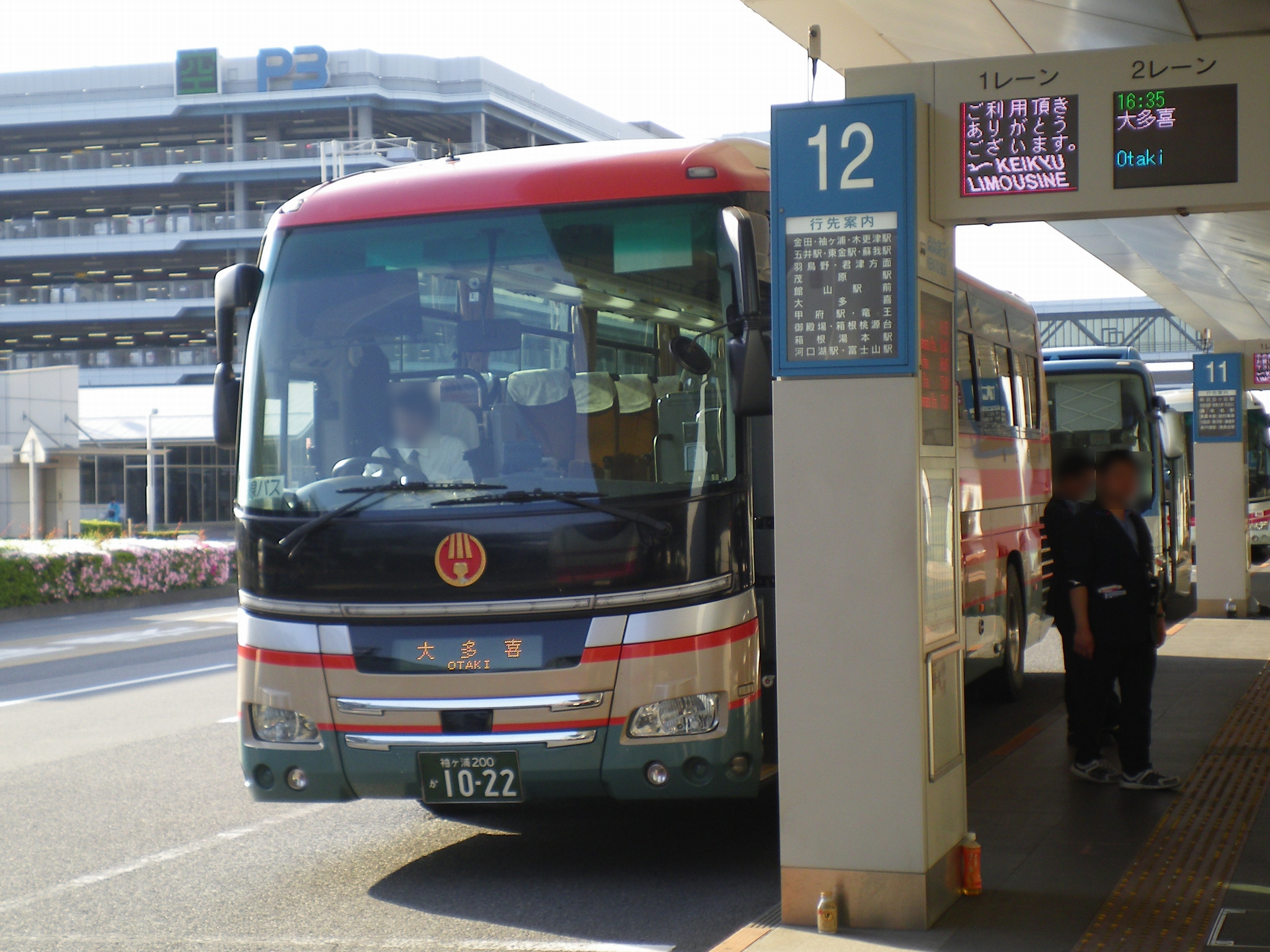
大多喜 - 羽田空港・品川線（羽田空港にて）

- 茂原駅南口 - 長南駐車場 - 市原鶴舞バスターミナル - 東京駅八重洲口 - 東雲車庫

2013年（平成25年）4月28日の首都圏中央連絡自動車道（圏央道）の開通によって新設された。2017年（平成29年）に京成バスが撤退後は単独運行となり、2020年（令和2年）2月29日に運行を終了した。
- 大多喜駅 - 大多喜（オリブ） - （羽田空港 - ）シナガワグース（品川駅高輪口）【京浜急行バス】

2015年（平成27年）12月17日に新設された。2017年（平成29年）に大多喜駅まで延伸されたが、2020年（令和2年）に人員不足を理由に京浜急行バスが撤退し、小湊鉄道も同年9月30日に品川駅前の再開発工事による停留所撤去により運行を終えた。ふるさと納税の寄附金を財源として開設された路線で、大多喜町が赤字分を補填する条件付きで同町と小湊鉄道・京浜急行バスの間で協定を結び、運行を開始した。大多喜から都心への通学客や団体利用客に対しては大多喜町から運賃の一部の助成が受けられる。また、大多喜町在住・在勤・在学者から体験乗車レポートを募り、広報誌などで紹介するという試みも行われている。

## 車両

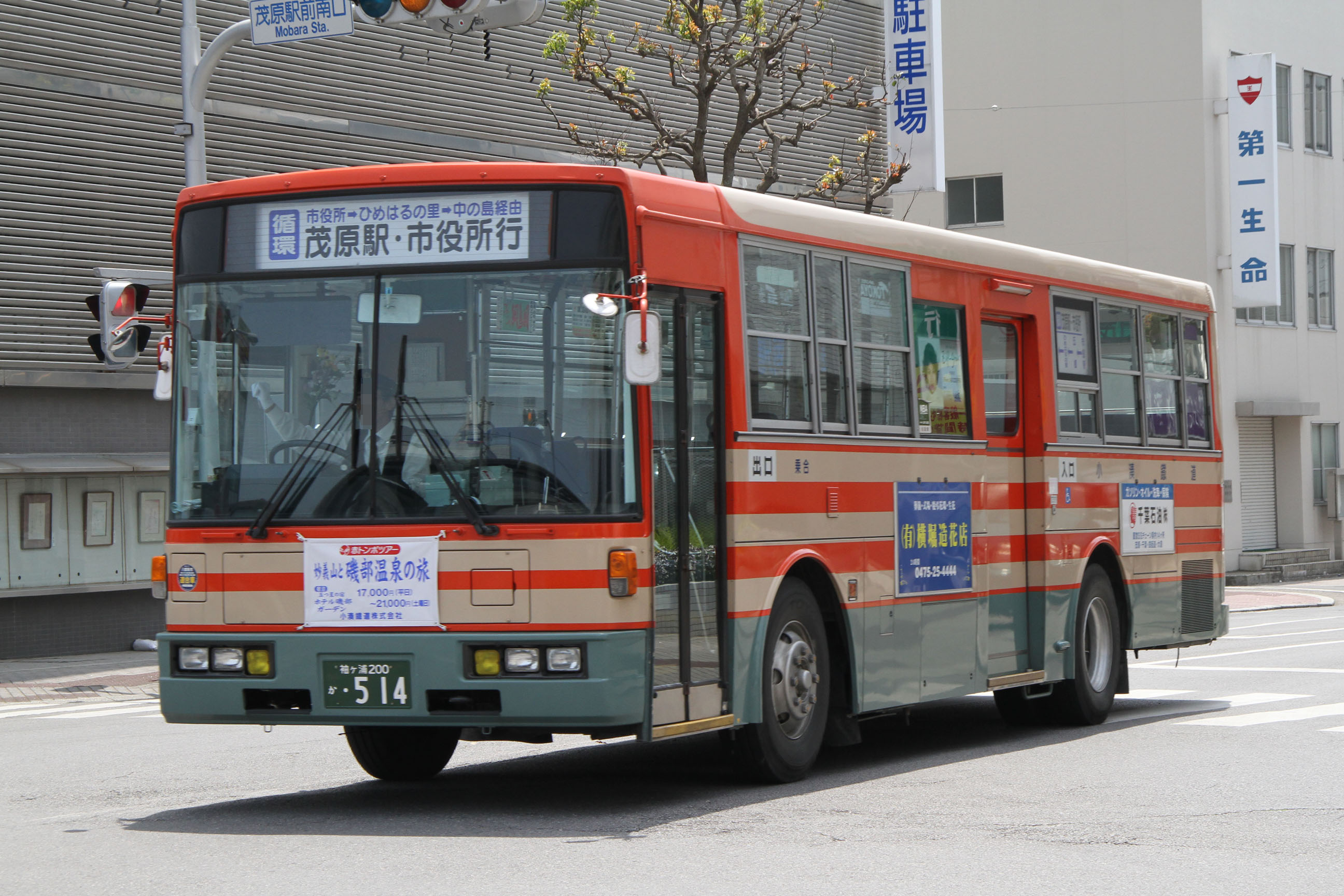
一般路線車（茂原駅南口にて）

一般路線車は日野自動車・いすゞ自動車などの主要国内4メーカーの車両が揃っていた。大多数の所属車両が塩田営業所からの転属車で、九十九里鉄道と共に千葉県内では珍しく床が木製の車両の比率が現在でも高いのが特徴である。2015年（平成27年）以降はLED方向幕の転属車が多く、これらの車両によって床が木製の車両および方向幕車の代替が進んだ。白子では西武バス、大多喜・長南では横浜市営バスからの移籍車も在籍している。
九十九里鉄道へは、いすゞ・ガーラ (QRG-RU1ASCA) 1台と、いすゞ・エルガ (KL-LV280L1) 2台が移籍している。
高速路線車は当初から交通系ICカードに対応しており、一般路線車も2021年（令和3年）2月以降は対応するようになったが、それまでは白子・長南・大多喜などでは交通系ICカードが非対応のため、2010年（平成22年）以降の転入車はそれまで交通系ICカード対応の運賃箱を一度撤去し、非対応のものと交換して運用されていた。